# Station Pontchâteau
Station Pontchâteau is een spoorwegstation in de Franse gemeente Pontchâteau.